# Euclimacia rhombica
Euclimacia rhombica är en insektsart som beskrevs av Navás 1914. Euclimacia rhombica ingår i släktet Euclimacia och familjen fångsländor. Inga underarter finns listade i Catalogue of Life.